# Б'єрн Ґольдшмідт
Б'єрн Ґольдшмідт  (нім. Björn Goldschmidt, 3 грудня 1979) — німецький веслувальник, олімпійський медаліст.

## Виступи на Олімпіадах
| Олімпіада  | Дисципліна                     | Місце |
| ---------- | ------------------------------ | ----- |
| Афіни 2004 | байдарка, 1000 метрів          | 8     |
| Пекін 2008 | байдарка-четвірка, 1000 метрів | 3     |